# 萩中
萩中 （はぎなか）は、東京都大田区の町名。住居表示実施済み。現行行政地名は萩中一丁目から萩中三丁目。

## 地理
大田区の南東部に位置し、蒲田地域に属する。多摩川の河口から近く、東京都道311号環状八号線（環八通り）の南側に位置する。東で産業道路を境に羽田と、南で弁天橋通りを境に本羽田と、西で南六郷・東六郷と、北で西糀谷・東糀谷・南蒲田と隣接する。地内には、糀谷商店街と萩中商店街との交点と、京浜急行電鉄大鳥居駅周辺の二つの商業的拠点がある。最西部の一丁目から最東部の三丁目に至る東西に細長い形をしており、中央を東西に萩中通り（萩中商店街）が貫いている。一丁目、二丁目は北接する西糀谷から伸びる糀谷商店街と萩中商店街とが交差しており、商業地を形成している。三丁目は西糀谷の大鳥居駅を中心に商店が見られるほか、萩中公園が大きな面積を占めている。

### 地価
住宅地の地価は、2024年（令和6年）7月1日の地価調査によれば、萩中2-11-11の地点で46万9000円/m2となっている。

## 歴史
1693年（元禄6年）ごろ、羽田村（現・本羽田周辺）より分村されて荏原郡萩中村が成立、当初天領で伊奈氏に支配され、1792年（寛政4年）の伊奈氏改易後は大貫次右衛門光豊支配となった。村内には六郷用水が流れ、水田として利用されていた。
1889年（明治22年）5月1日、町村制の施行に伴い、東京府荏原郡麹谷村・萩中村・鈴木新田・羽田猟師町・羽田村の全域が合併し、東京府荏原郡羽田村が発足。現・萩中にあたる地域は、東京府荏原郡羽田村大字萩中となる。この頃の小字に宮下耕地・宮前耕地・天当耕地・南耕地・中耕地・北耕地・大道下・江川などがあった。
1907年（明治40年）10月8日、羽田村が町制施行して東京府荏原郡羽田町大字萩中となる。
1932年（昭和7年）10月1日、荏原郡全域が東京市に編入。東京府東京市蒲田区萩中町と改称された。
1943年（昭和18年）7月1日 、東京都制により東京府と統合されて東京市は廃止。東京都蒲田区萩中町となる。
1947年（昭和22年）3月15日、蒲田区が大森区と合併し、東京都大田区萩中町となる。
1964年（昭和39年）4月1日、住居表示により萩中町・東六郷一丁目などの一部から萩中一丁目から三丁目が成立した。

## 世帯数と人口
2024年（令和6年）4月1日現在（東京都発表）の世帯数と人口は以下の通りである。
| 丁目       | 世帯数    | 人口     |
| ---------- | --------- | -------- |
| 萩中一丁目 | 2,279世帯 | 4,171人  |
| 萩中二丁目 | 1,841世帯 | 3,371人  |
| 萩中三丁目 | 2,595世帯 | 4,081人  |
| 計         | 6,715世帯 | 11,623人 |

### 人口の変遷
国勢調査による人口の推移。
| 年                 | 人口   |
| ------------------ | ------ |
| 1995年（平成7年）  | 11,010 |
| 2000年（平成12年） | 10,453 |
| 2005年（平成17年） | 9,671  |
| 2010年（平成22年） | 11,513 |
| 2015年（平成27年） | 11,618 |
| 2020年（令和2年）  | 12,110 |

### 世帯数の変遷
国勢調査による世帯数の推移。
| 年                 | 世帯数 |
| ------------------ | ------ |
| 1995年（平成7年）  | 4,408  |
| 2000年（平成12年） | 4,494  |
| 2005年（平成17年） | 4,495  |
| 2010年（平成22年） | 5,582  |
| 2015年（平成27年） | 5,989  |
| 2020年（令和2年）  | 6,587  |

## 学区
区立小・中学校に通う場合、学区は以下の通りとなる（2023年3月時点）。
| 丁目       | 番地                        | 小学校               | 中学校               |
| ---------- | --------------------------- | -------------------- | -------------------- |
| 萩中一丁目 | 1 - 3番 11 - 14番           | 大田区立出雲小学校   | 大田区立南六郷中学校 |
| 萩中一丁目 | 4番、10番                   | 大田区立出雲小学校   | 大田区立出雲中学校   |
| 萩中一丁目 | 5 - 9番                     | 大田区立中萩中小学校 | 大田区立出雲中学校   |
| 萩中二丁目 | 全域                        | 大田区立中萩中小学校 | 大田区立出雲中学校   |
| 萩中三丁目 | 3 - 12番 16 - 26番          | 大田区立萩中小学校   | 大田区立出雲中学校   |
| 萩中三丁目 | 1 - 2番 13 - 15番 27 - 30番 | 大田区立都南小学校   | 大田区立出雲中学校   |

## 事業所
2021年（令和3年）現在の経済センサス調査による事業所数と従業員数は以下の通りである。
| 丁目       | 事業所数  | 従業員数 |
| ---------- | --------- | -------- |
| 萩中一丁目 | 123事業所 | 694人    |
| 萩中二丁目 | 159事業所 | 1,476人  |
| 萩中三丁目 | 123事業所 | 1,065人  |
| 計         | 405事業所 | 3,235人  |

### 事業者数の変遷
経済センサスによる事業所数の推移。
| 年                 | 事業者数 |
| ------------------ | -------- |
| 2016年（平成28年） | 405      |
| 2021年（令和3年）  | 405      |

### 従業員数の変遷
経済センサスによる従業員数の推移。
| 年                 | 従業員数 |
| ------------------ | -------- |
| 2016年（平成28年） | 2,924    |
| 2021年（令和3年）  | 3,235    |

## 交通

### 鉄道
一・二丁目は京急空港線糀谷駅が、三丁目は大鳥居駅が最寄駅となる。両駅はともに西糀谷に所在する。

### 道路
- 東京都道311号環状八号線
- 産業道路
- 萩中通り

## 施設
関東大震災の後に築地本願寺の寺中から移転して来た浄土真宗本願寺派の寺院が多い。
- 大田区立中萩中小学校
- 大田区立萩中公園
  - プール（屋内温水・屋外）[18]
  - 野球場（少年・一般）
- 大田区萩中文化センター
- 幸和病院介護医療院
- 都営萩中アパート
- 都営萩中第2アパート
- 都営萩中一丁目アパート
- 都営萩中三丁目アパート
- 萩中神社 - 旧萩中村村社
- 浄土真宗本願寺派善永寺
- 浄土真宗本願寺派報身寺
- 浄土真宗本願寺派延徳寺
- 浄土真宗本願寺派妙覚寺
- 浄土真宗本願寺派真光寺
- 浄土真宗本願寺派福称寺
- 浄土真宗本願寺派正覚寺
- 浄土真宗本願寺派福泉寺
- シムラ本社

## 出身著名人
- 明知延佳（蒲田区萩中出身、宜蘭市長）

## その他

### 日本郵便
- 郵便番号 : 144-0047[2]（集配局 : 蒲田郵便局[19]）。